# Bibikovana colossa
Bibikovana colossa är en loppart som först beskrevs av Rothschild 1906.  Bibikovana colossa ingår i släktet Bibikovana och familjen Pygiopsyllidae. Inga underarter finns listade i Catalogue of Life.